# Bowl

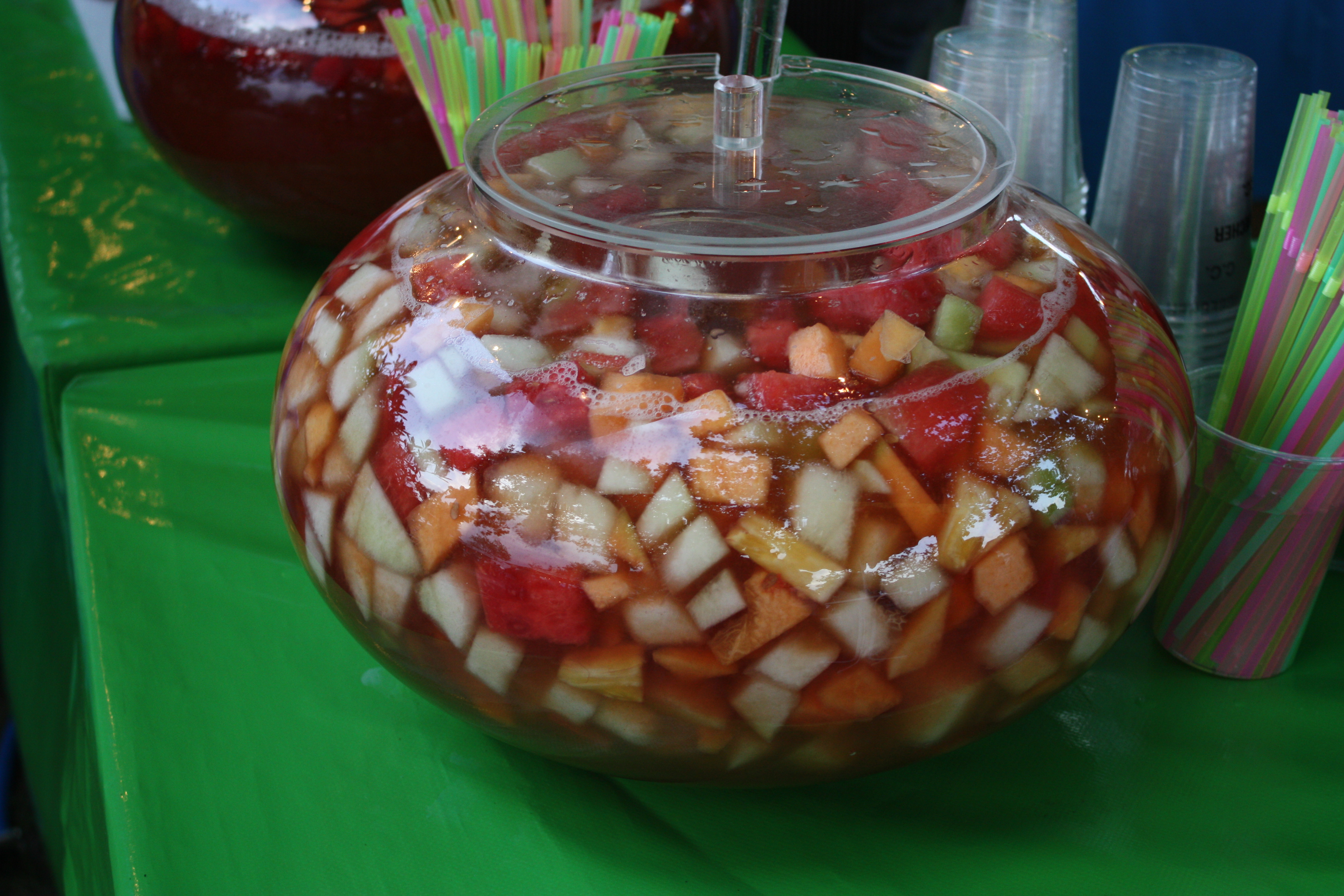
Bowl

Bowl is een rijk met vruchten gevulde drank die vroeger veel in Nederland op feestjes werd genuttigd. De drank werd geserveerd in een grote glazen kom (bowl) waarnaar de drank is genoemd.
Er bestaan vele varianten van de vruchtendrank, bijvoorbeeld met en zonder alcohol. Niet-alcoholische dranken die vaak worden gebruikt zijn appelsap of druivensap, met eventueel wat citroensap. Alcoholische varianten bevatten doorgaans (mousserende) witte wijn, rode wijn of port. Veel verwerkte vruchten zijn appel, peer, banaan, perzik, verschillende soorten bessen, aardbeien, en frambozen. Meer exotische varianten bevatten bijvoorbeeld meloen, kiwi of ananas. Als er meer citroensap en sinaasappel worden toegevoegd, begint het te lijken op sangria.
De bereidingswijze is eenvoudig. Alle geschilde en gesneden vruchten en de dranken worden bij elkaar gedaan en enige tijd (een nacht) op een koele plaats bewaard. Eventueel kan de alcoholische drank vlak voor het serveren worden toegevoegd. De bowl wordt geserveerd in een grote glazen kom en vanuit brede glazen vaak met een lepel geconsumeerd.